# Massacro di Batavia del 1740
Il massacro di Batavia del 1740 (in olandese: Chinezenmoord, letteralmente "omicidio dei cinesi": in indonesiano: Geger Pacinan, che significa "tumulto di Chinatown") fu un pogrom in cui i soldati delle Indie orientali olandesi e i loro collaborazionisti nativi sterminarono i residenti di etnia cinese della città portuale di Batavia (l'attuale Giacarta) nelle Indie orientali olandesi. La violenza in città si protrasse dal 9 al 22 ottobre 1740, con scaramucce di minore rilevanza anche al di fuori delle mura che proseguirono fino a novembre dello stesso anno. Gli storici stimano che furono massacrate almeno 10.000 persone di etnia cinese mentre si ritiene che solo 600-3 000 sopravvissero all'eccidio.
Nel settembre del 1740, mentre aumentavano i disordini tra la popolazione cinese, esasperata dalla repressione del governo e dal calo dei prezzi dello zucchero, il gouverneurs-generaal van Nederlands-Indië Adriaan Valckenier dichiarò che qualsiasi insurrezione sarebbe stata soffocata nel sangue. Il 7 ottobre, centinaia di cinesi, molti dei quali impiegati nella lavorazione dello zucchero, uccisero 50 soldati olandesi, costringendo le truppe olandesi a confiscare tutte le armi in mano alla popolazione cinese e a imporle il coprifuoco.
Due giorni dopo, le voci sulle atrocità commesse dai cinesi spinsero altri gruppi etnici bataviani a dare alle fiamme le costruzioni cinesi lungo il corso del Besar e i soldati olandesi a cannoneggiarne le abitazioni. La violenza presto si diffuse in tutta Batavia, uccidendo numerosi cinesi. Anche se Valckenier l'11 ottobre dichiarò un'amnistia, le bande di irregolari continuarono la caccia e uccisero i cinesi fino al 22 ottobre, quando il governatore generale richiamò più violentemente una cessazione delle ostilità. Al di là delle mura della città, tuttavia, gli scontri tra le truppe olandesi e i lavoratori delle fabbriche di zucchero continuarono. Dopo parecchie settimane di scontri minori, le truppe olandesi attaccarono le fortificazioni cinesi nei mulini da zucchero in tutta l'area.
L'anno successivo gli attacchi alla popolazione di etnia cinese in tutta l'isola di Giava scatenarono una guerra di due anni, che contrappose le forze cinesi e giavanesi alle truppe olandesi. Valckenier fu successivamente richiamato nei Paesi Bassi e accusato di crimini legati al massacro. Il massacro è notevolmente ricordato nella letteratura olandese ed è anche citato come possibile origine etimologica per i toponimi di diverse aree di Giacarta.

## Contesto storico

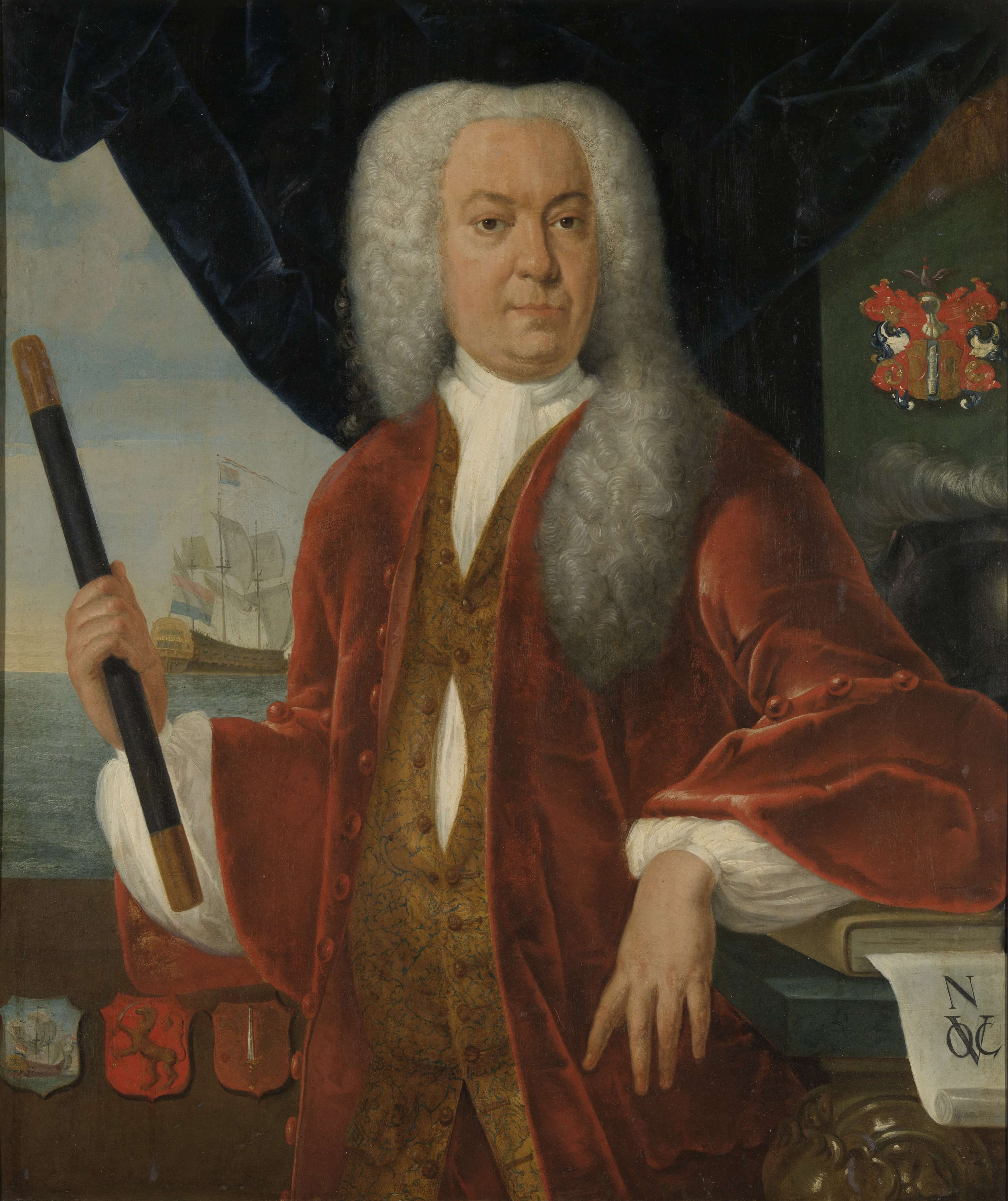
Il governatore generale Valckenier che ordinò l'uccisione della popolazione di etna cinese.

Durante i primi anni della colonizzazione olandese delle Indie Orientali (l'attuale Indonesia), molte persone di origine cinese furono ingaggiate come artigiani qualificati nella costruzione di Batavia sulla costa nord-occidentale di Giava; si occupavano anche di commercio, gestivano botteghe ed erano anche impiegate come operai nei mulini per la lavorazione dello zucchero. Il boom economico innescato dagli scambi commerciali tra le Indie orientali e la Cina attraverso il porto di Batavia, ebbe come conseguenza l'aumento dell'immigrazione cinese a Giava. Il numero di cinesi a Batavia crebbe rapidamente, raggiungendo il numero di 10.000 nel 1740. Migliaia di questi vivevano al di fuori delle mura della città. I coloni olandesi richiedevano loro di esibire documenti registrati e deportavano in Cina coloro che non ne possedevano di conformi.
La politica di deportazione fu rafforzata durante gli anni 1730, dopo un'epidemia di malaria che aveva ucciso migliaia di persone, tra cui il governatore generale delle Indie orientali olandesi Dirck van Cloon. Secondo lo storico indonesiano Benny G. Setiono, lo scoppio dell'epidemia fu seguito da un crescente sospetto e dal risentimento da parte degli indonesiani indigeni e degli olandesi nei confronti dei cinesi, che crescevano di numero e la cui ricchezza era sempre più evidente. Come conseguenza, il 25 luglio 1740 il commissario degli Affari Interni Roy Ferdinand decretò che i cinesi considerati sospetti sarebbero stati deportati nella colonnia olandese di Ceylon (l'odierno Sri Lanka) e condannati a raccogliere la cannella.
I cinesi benestanti venivano vessati dai corrotti funzionari olandesi che li minacciavano di deportazione ma erano i più indigenti a correre i maggiori rischi; Stamford Raffles, un esploratore britannico e storico di Giava, scoprì nel 1830 che in alcuni documenti giavanesi risultava che gli olandesi erano stati incaricati dal Kapitein der Chinezen di Batavia, Nie Hoe Kong, da loro stessi nominato, di deportare tutti i cinesi che indossavano indumenti neri o azzurri perché questi erano ritenuti simbolo di povertà. Circolavano anche voci secondo le quali i deportati non venissero effettivamente condotti alle loro destinazioni, ma che venissero gettati in mare una volta fuori dalla vista di Giava, mentre in altri documenti si diceva morissero durante le rivolte sulle navi. La deportazione della popolazione di etna cinese causò grandi disordini tra i restanti cinesi, spingendo molti lavoratori cinesi a disertare i loro posti di lavoro.
Al tempo stesso gli abitanti nativi di Batavia, inclusi i servitori di etnia Betawi, diventavano sempre più diffidenti nei confronti dei cinesi. I fattori economici giocavano certamente un ruolo importante: la maggior parte dei nativi erano infatti poveri e percepivano i cinesi come degli intrusi che occupavano alcuni dei quartieri più prosperi della città. Anche se lo storico olandese A.N. Paasman osserva che in quel periodo i cinesi erano già considerati "gli ebrei d'Asia", la situazione reale era più complicata. Molti cinesi poveri che vivevano nella zona intorno a Batavia erano semplici lavoratori presso i mulini dello zucchero che si sentivano ugualmente sfruttati sia dalla élite olandese che da quella cinese. I cinesi ricchi possedevano i mulini ed erano coinvolti nella riscossione delle imposte e nelle spedizioni e traevano redditi oltre che dalla macinazione dello zucchero anche dalla distillazione dell'arrak, una bevanda alcolica di tipo acquavite, derivante dalla fermentazione della melassa e del riso. Tuttavia, i grandi proprietari olandesi fissarono al ribasso il prezzo dello zucchero, innescando disordini. A causa della diminuzione mondiale dei prezzi dello zucchero, iniziata negli anni Venti, causata da un aumento delle esportazioni verso l'Europa e dalla concorrenza delle Indie Occidentali, l'industria dello zucchero nelle Indie orientali aveva sofferto notevolmente. Nel 1740, i prezzi mondiali dello zucchero erano scesi a metà del prezzo del 1720. Poiché lo zucchero era un'esportazione molto importante, ciò causò notevoli difficoltà finanziarie alla colonia.
Inizialmente alcuni membri del Consiglio delle Indie (Raad van Indië) credevano che i cinesi non avrebbero mai attaccato Batavia, e misure più stringenti per controllare i cinesi furono bloccate da una fazione guidata dall'avversario politico di Valckenier, l'ex governatore di Zeylan Gustaaf Willem van Imhoff, che era tornato a Batavia nel 1738. Tuttavia, numerosi cinesi arrivarono fuori da Batavia dagli insediamenti vicini, e il 26 settembre, Valckenier convocò una riunione di emergenza del consiglio, durante la quale diede ordine di rispondere a tutte le rivolte etniche cinesi con la forza e fino alle estreme conseguenze. Questa politica continuò a essere osteggiata dalla fazione di van Imhoff; nel 1938 lo storico Johannes Theodorus Vermeulen suggerì che certamente la tensione tra le due fazioni coloniali avrebbe svolto un ruolo cruciale nel successivo massacro.
La sera del 1º ottobre Valckenier ricevette delle segnalazioni riguardo ad una folla di un migliaio di cinesi che si erano riuniti al di fuori delle porte, inferocita a causa delle sue dichiarazioni alla riunione di emergenza di cinque giorni prima. Questa notizia fu però accolta con incredulità da Valckenier e dal consiglio. Tuttavia, dopo l'uccisione al di fuori delle mura di un sergente balinese da parte dei cinesi, il consiglio decise di prendere misure straordinarie e rafforzare la guardia. Due gruppi di 50 europei e alcuni portatori nativi furono mandati in avamposti sul lato sud e est della città e venne formulato un piano di attacco.

## L'incidente

### Il massacro

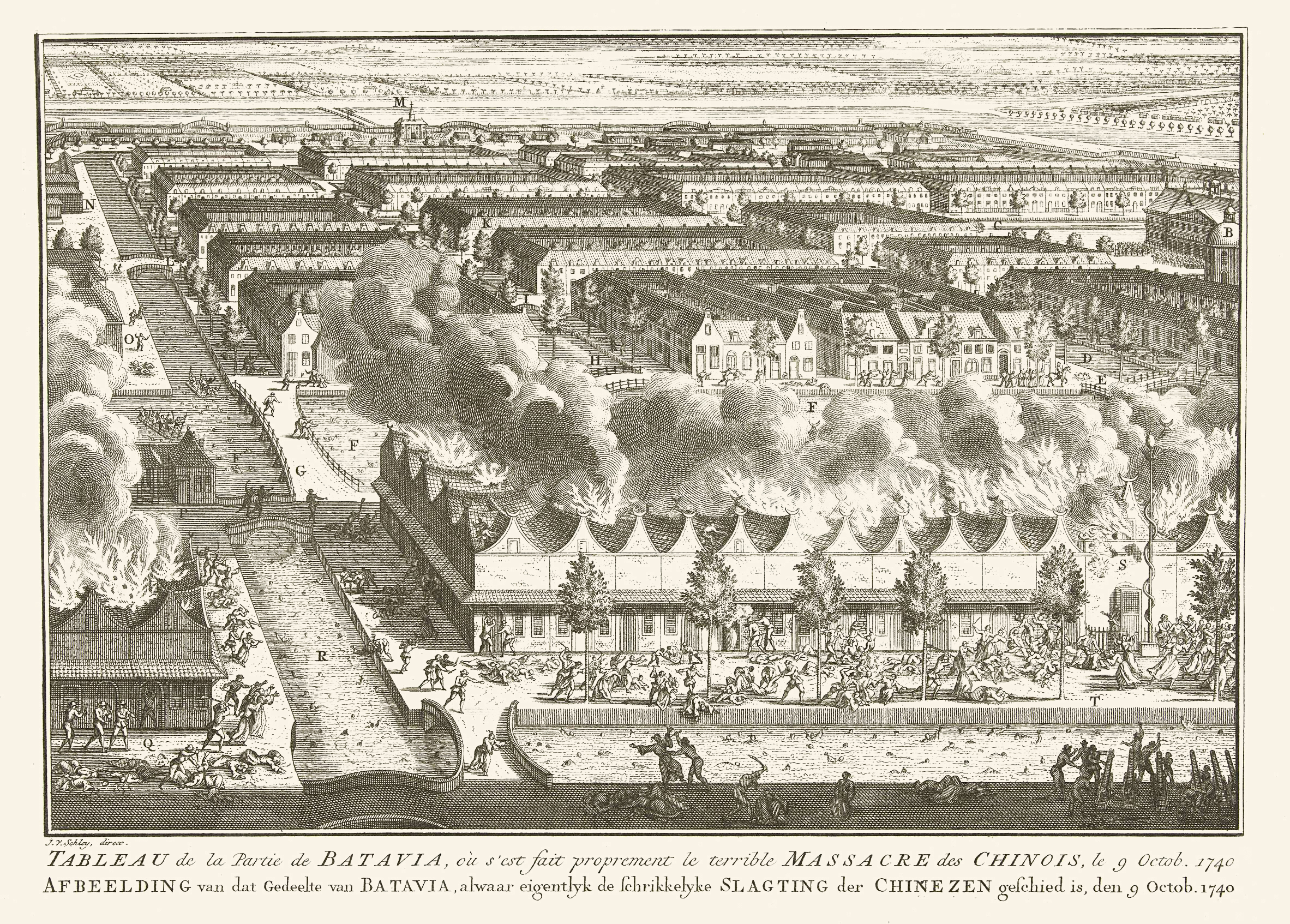
Costruzioni cinesi date alle fiamme durante il massacro.

Dopo che gruppi di lavoratori cinesi di zucchero, armati di armi improvvisate, si rivoltarono saccheggiando e bruciando i mulini, centinaia di cinesi, probabilmente guidati dal Kapitein Nie Hoe Kong, il 7 ottobre trucidarono 50 soldati olandesi a Meester Cornelis (oggi Jatinegara) e Tanah Abang. In risposta, gli olandesi inviarono 1.800 uomini delle truppe regolari, accompagnate da schutterij (la milizia borghese) e da undici battaglioni di coscritti, per fermare la rivolta; istituirono il coprifuoco e annullarono i preparativi per una festa cinese. Temendo che i cinesi stessero cospirando contro i coloniali "a lume di candela", a tutti quelli all'interno delle mura cittadine fu proibito di accendere candele e furono costretti a cedere tutto quello che fosse atto a offendere "fino al più piccolo coltello da cucina". Il giorno seguente gli olandesi respinsero un attacco portato da 10.000 cinesi, guidati da gruppi provenienti dalle vicine Tangerang e Bekasi, alle mura esterne della città; Raffles scrive che 1.789 cinesi persero la vita in questo attacco. In risposta Valckenier convocò un'altra riunione del consiglio per il successivo 9 ottobre.
Nel frattempo si diffondevano tra gli altri gruppi etnici di Batavia, inclusi gli schiavi di Bali, di Sulawesi e di Bugis e le truppe balinesi, voci incontrollate secondo le quali i cinesi stavano complottando per ucciderli, brutalizzarli o schiavizzarli. Questi gruppi bruciarono preventivamente le costruzioni appartenenti ai cinesi lungo il corso del Besar. Gli olandesi fecero seguito assaltando gli insediamenti cinesi altrove a Batavia, bruciando case e uccidendo. Il politico e critico olandese del colonialismo W. R. van Hoëvell scrisse che « [...] le donne incinte, i bambini, i tremanti vecchi caddero sulla spada. I prigionieri indifesi furono sgozzati come pecore. ».
Le truppe sotto il comando del tenente Hermanus van Suchtelen e del capitano Jan van Oosten, un sopravvissuto di Tanah Abang, si insediarono presso il quartiere cinese: Suchtelen e i suoi uomini presero posizione presso il mercato del pollame, mentre gli uomini di Van Oosten tennero la posizione lungo il canale vicino. Attorno alle 5:00, gli olandesi aprirono il fuoco con i cannoni sulle costruzioni occupate dai cinesi, che si incendiarono. Alcuni cinesi morirono nelle case che bruciavano, mentre altri caddero sotto i colpi sparati mentre tentavano di fuggire dalle abitazioni o si suicidarono per la disperazione. Coloro che riuscirono a raggiungere il canale vicino al quartiere residenziale furono trucidati da truppe olandesi in attesa su piccole imbarcazioni, mentre altre truppe passavano al setaccio i vicoli tra le file delle case brucianti, uccidendo i sopravvissuti che vi trovavano. Queste azioni si ripeterono in tutta la città. Vermeulen osserva che molti degli autori della strage erano marinai e altri «irregolari e cattivi elementi» della società. Durante questo periodo ci furono pesanti saccheggi e sequestri di proprietà.

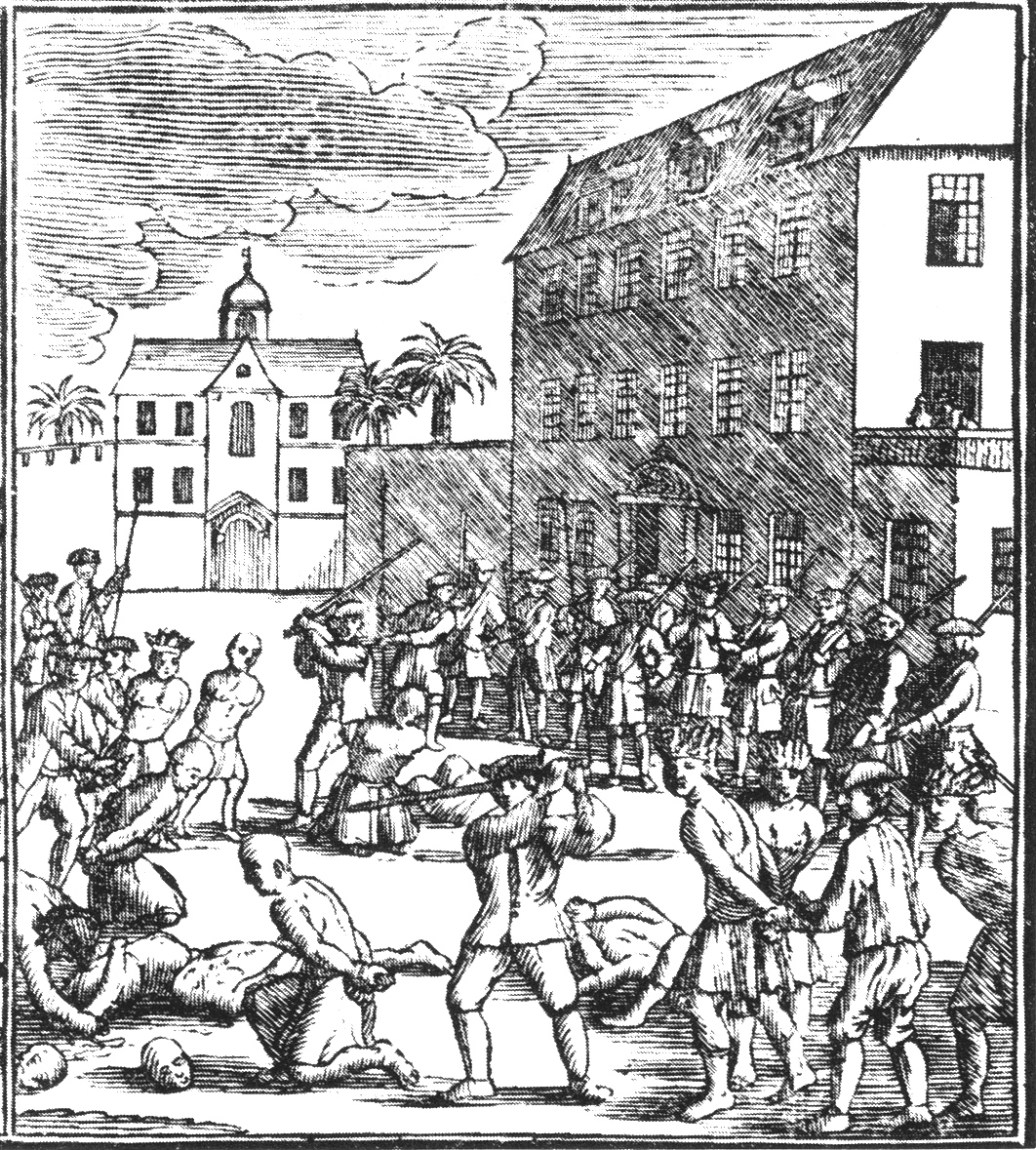
Prigionieri cinesi giustiziati dagli olandesi il 10 ottobre 1740.

Il giorno successivo la violenza continuò a diffondersi fino al punto di portare fuori i pazienti cinesi ricoverati in un ospedale e trucidarli. I tentativi di estinguere gli incendi nelle aree devastate il giorno precedente fallirono e le fiamme ripresero vigore, proseguendo fino al 12 ottobre. Nel frattempo un gruppo di 800 soldati olandesi e 2.000 civili assalì Kampung Gading Melati, dove un gruppo di sopravvissuti cinesi si trovava sotto la guida di un certo Khe Pandjang (o Que Pandjang o Sie Pan Djang, secondo le fonti). Malgrado i cinesi stessero evacuando verso la vicina Paninggaran, furono più tardi spinti fuori dalla zona con la forza dalle forze olandesi. Nei due attacchi ci furono circa 450 vittime tra gli olandesi e 800 tra i cinesi.

### Annotazioni
1. ↑  Un canale che collega Sunda Kelapa a nord, alla città vecchia di Giacarta.
2. ↑  Ad esempio, l'avamposto di Qual, situato vicino al fiume Tangerang e presidiato da 15 soldati, fu circondato da almeno cinquecento cinesi[27].
3. ↑  È noto che Kong sopravvisse sia all'assalto che al susseguente massacro. Non è invece noto come ci riuscì; ci sono speculazioni sul fatto che avesse sotto la sua abitazione una cantina segreta o che si fosse vestito con abbigliamento femminile e si nascose nel castello del governatore[28]. WR van Hoëvell suggerisce che Kong raccolse diverse centinaia persone dopo essere fuggito dal castello e si nascose in una chiesa portoghese nei pressi dei quartieri cinesi[29]. Successivamente fu catturato e accusato dagli olandesi di aver condotto la rivolta ma, malgrado le torture cui fu sottoposto, non confessò[28].
4. ↑  In lingua originale:  « [...] Zwangere vrouwen, zoogende moeders, argelooze kinderen, bevende grijsaards worden door het zwaard geveld. Den weerloozen gevangenen wordt als schapen de keel afgesneden»[34].
5. ↑  In lingua originale: « [...] vele ongeregelde en slechte elementen  (...) »[37].

### Fonti
1. ↑  Tan, p. 796.
2. ↑  Ricklefs, p. 121.
3. 1 2 3  Armstrong, Armstrong e Mulliner, p. 32.
4. 1 2  Dharmowijono, p. 297.
5. 1 2 3 4 5 6 7  Setiono, pp. 111-113.
6. 1 2 3 4 5  Dharmowijono, p. 298.
7. 1 2  Paasman, pp. 325-326.
8. 1 2  Hall, p. 357.
9. 1 2 3 4  Pan, pp. 35-36.
10. 1 2  Dharmowijono, p. 302.
11. 1 2  Raffles, p. 234.
12. ↑  Raffles, pp. 233-235.
13. ↑  van Hoëvell, pp. 461-462.
14. 1 2  Kumar, p. 32.
15. ↑  Dobbin, pp. 53-55.
16. ↑  Mazumdar, p. 89.
17. ↑  Ward, p. 98.
18. ↑  Ota, p. 133.
19. ↑  von Wachtel, p. 200.
20. ↑  Dharmowijono, pp. 297-298.
21. ↑  van Hoëvell, p. 460.
22. ↑   Gustaaf Willem, baron van Imhoff, in Encyclopædia Britannica Online, Encyclopædia Britannica, 2011. URL consultato il 26 ottobre 2011.
23. ↑  (NL) Johannes Theodorus Vermeulen, De Chineezen te Batavia en de troebelen van 1740, Leiden, Proefschrift, 1938.
24. ↑  van Hoëvell, pp. 465-466.
25. 1 2  van Hoëvell, pp. 466-467.
26. ↑  van Hoëvell, p. 468.
27. ↑  van Hoëvell, p. 473.
28. 1 2  Dharmowijono, pp. 302-303.
29. ↑  van Hoëvell, p. 585.
30. ↑  Pan, p. 36.
31. 1 2  Setiono, p. 114.
32. 1 2 3 4  Raffles, p. 235.
33. ↑  Dharmowijono, p. 297; Setiono, pp. 114-116.
34. 1 2  van Hoëvell, p. 485.
35. ↑  van Hoëvell, p. 486.
36. 1 2 3  Setiono, p. 117.
37. 1 2  Dharmowijono, p. 299.
38. ↑  Setiono, pp. 118-119.
39. ↑  van Hoëvell, pp. 489-491.
40. ↑  Dharmowijono, p. 301; Setiono, p. 135.